# Břecštejn
Břecštejn (německy Bröckstein, česky též Břečtejn, Bruštejn či Silberštejn) je zřícenina hradu asi šest kilometrů západně od podkrkonošského města Trutnov. V podhradí se rozkládá malá ves Hrádeček, nejbližší obcí jsou Vlčice. Od roku 1964 je chráněn jako kulturní památka.

## Historie
Podle Tomáše Šimka byl předchůdcem Břecštejna starší hrad zvaný Stein, na kterém měl sídlit Otto ze Steinu, který roku 1336 věnoval tři lány v Oblanově zderazskému klášteru. Samotný Břecštejn byl založen v první polovině patnáctého století. První písemná zmínka o něm pochází z roku 1455 a nachází se v trutnovských manských deskách, podle nichž na hradě sídlil Mikuláš Zilvár. V šestnáctém století Zilvárové označovali hrad jako Silberstein (poprvé roku 1532). V roce 1522 dosáhl Adam Zilvár u krále Ludvíka Jagellonského propuštění hradu z manství. Po Adamovi se stal pánem hradu jeho bratry Kryštof, ale stísněné sídlo nevyhovovalo potřebám majitelů, kteří se proto přestěhovali na vlčickou tvrz. Od sedmnáctého století je Břecštejn uváděn jako pustý hrad.
Jan František Theer nechal po roce 1790 zříceninu vyčistit, stavebně zajistit a roku 1794 na místě paláce vybudoval dřevěný osmiboký altán.

## Stavební podoba
Staveništěm hradu se stal výrazný skalní útvar, přístup k němuž chránila dvojice valů a příkopů. Vnější val byl vybudován prostým nasypáním zeminy, zatímco na koruně vnitřního valu stála kamenná zeď široká osmdesát centimetrů. Samotné hradní jádro patří mezi hrady s plášťovou zdí, jejichž hlavní obranou stavbou byla mohutná hradba, za níž se skrývaly všechny budovy. Z paláce se dochovala jen přízemní úroveň zaklenutá valenou klenbou. Druhá, menší budova stála v sousedství brány. Na nádvoří se nachází vstup do sklepa vytesaného ve skále. Přes archeologický výzkum provedený v roce 1992 se nepodařilo zjistit podobu vstupu do předhradí. Vstup do hradního jádra není původní.

## Přístup
Z Trutnova na hrad vede modře značená turistická trasa.